# Ferrocarril del Deba
| Schwarz dargestellt die eingestellte Ferrocarril del Deba |                     |                                                |                                                |
| Streckenlänge: | 26 km               |                                                |                                                |
| Spurweite: | 1000 mm (Meterspur) |                                                |                                                |
| Stromsystem: | 1500 =              |                                                |                                                |
| Maximale Neigung: | 28 ‰                |                                                |                                                |
| Minimaler Radius: | 60 m                |                                                |                                                |
| |                     |                                                |                                                |
| \| \| 54,088 \| Málzaga \| Málzaga \| \| \| \| nach Elgoibar–San Sebastián \| \| \| \| 57,217 \| Placencia de las Armas \| Placencia de las Armas \| \| \| 60,136 \| Los Mártires \| Los Mártires \| \| \| 61,738 \| Mecolalde \| Mecolalde \| \| \| \| Ferrocarril Vasco-Navarro nach Vitoria-Gasteiz \| \| \| \| 64,842 \| Vergara \| Vergara \| \| \| 70,432 \| Anzuola \| Anzuola \| \| \| 74,587 \| Amilleta \| Amilleta \| \| \| \| Descarga-Tunnel (690 m) \| \| \| \| 80,092 \| Zumárraga \| Übergang zur Ferrocarril del Urola \| \| \| \| Norte Madrid–französische Grenze \| \| |                     |                                                |                                                |
| Bahnhof | 54,088              | Málzaga                                        | Málzaga                                        |
| Abzweig ehemals geradeaus, nach links und ehemals von links |                     | nach Elgoibar–San Sebastián                    | nach Elgoibar–San Sebastián                    |
| Bahnhof (Strecke außer Betrieb) | 57,217              | Placencia de las Armas                         | Placencia de las Armas                         |
| Haltepunkt / Haltestelle (Strecke außer Betrieb) | 60,136              | Los Mártires                                   | Los Mártires                                   |
| Bahnhof (Strecke außer Betrieb) | 61,738              | Mecolalde                                      | Mecolalde                                      |
| Abzweig geradeaus und nach rechts (Strecke außer Betrieb) |                     | Ferrocarril Vasco-Navarro nach Vitoria-Gasteiz | Ferrocarril Vasco-Navarro nach Vitoria-Gasteiz |
| Bahnhof (Strecke außer Betrieb) | 64,842              | Vergara                                        | Vergara                                        |
| Haltepunkt / Haltestelle (Strecke außer Betrieb) | 70,432              | Anzuola                                        | Anzuola                                        |
| Haltepunkt / Haltestelle (Strecke außer Betrieb) | 74,587              | Amilleta                                       | Amilleta                                       |
| Tunnel (Strecke außer Betrieb) |                     | Descarga-Tunnel (690 m)                        | Descarga-Tunnel (690 m)                        |
| Kopfbahnhof Streckenende (Strecke außer Betrieb) | 80,092              | Zumárraga                                      | Übergang zur Ferrocarril del Urola             |
| Bahnhof quer |                     | Norte Madrid–französische Grenze               | Norte Madrid–französische Grenze               |

Die Ferrocarril del Deba, deutsch ungefähr Deba-Bahn, war eine meterspurige Bahnstrecke in der baskischen Provinz Gipuzkoa im Nordosten Spaniens. Sie führte vom Ortsteil Málzaga der Stadt Éibar durch den oberen Teil des Deba-Tals und über den Descarga-Pass nach Zumárraga.

## Geschichte
Die 22,7k m lange Strecke wurde 1889 durch die Compañía del Ferrocarril Durango–Zumárraga als Teil der Hauptstrecke der Gesellschaft eröffnet. Mit der Betriebsaufnahme der durchgehenden Verbindung Bilbao–San Sebastián im Jahre 1901 wurde die Ferrocarril del Deba zu einer Nebenstrecke degradiert. Die neue Hauptstrecke führte von Durango über die bereits 1887 als Stichbahn eröffnete Verbindung Málzaga–Elgoibar nach San Sebastian.
Im Jahre 1906 fusionierten die drei am Betrieb Bilbao–San Sebastián beteiligten Bahnen zu den Ferrocarriles Vascongados.
1919 wurde die Strecke mit 1500 V Gleichstrom elektrifiziert.
Wegen mangelnder Nachfrage wurde der Betrieb am 1. März 1975 eingestellt und der Oberbau entfernt. Der Unterbau der Strecke wurde in den 2010er Jahren nach und nach zu einem Radweg der Vía-Verde-Klasse ausgebaut. Der Scheiteltunnel ist nicht befahrbar.

## Streckenbeschreibung
Die Strecke zweigte in Málzaga von der heute von EuskoTren betriebenen Strecke Bilbao–San Sebastián ab. Sie folgte zunächst dem rechten Ufer der Deba talaufwärts und bediente dabei die Siedlungen Placencia de las Armas, Vergara und Anzuola, bevor sie mit einem Scheiteltunnel auf 430 m Höhe über Meer den Descarga-Pass unterquerte und danach nach wenigen Kilometern die Endstation Zumárraga erreichte. Die Streckenführung war schwierig; um den Deskarga-Pass zu überwinden waren große Steigungen und Bögen mit 60 m Radius notwendig.
In Zumárraga bestand Anschluss an die breitspurige Verbindung Madrid–Französische Grenze der ehemaligen Norte – einer Vorgängergesellschaft der heutigen Renfe, und an die meterspurige Ferrocarril del Urola, welche bis 1988 Zumárraga mit Zumaia am Golf von Biskaya verband. Der Unterwegsbahnhof Mecolalde war der nördliche Endbahnhof der ebenfalls meterspurigen Ferrocarril Vasco-Navarro, die über Vitoria-Gasteiz nach Estella führte.

## Betrieb
Für den elektrischen Betrieb beschafften die Ferrocarriles Vascongados fünf Triebwagen der Baureihe MACD von Ganz. Die kurzen Fahrzeuge waren besonders geeignet für die Fahrt durch die engen Kurven. Sie boten in der 1. Wagenklasse sechs Plätze, in der 3. Wagenklasse acht Plätze und hatten ein Gepäckabteil. Die Triebwagen waren bis 1951 im regulären Einsatz und wurden danach als Rangierfahrzeuge auf größeren Bahnhöfen der Ferrocarriles Vascongados im Einsatz. Ein Triebwagen ist im Baskischen Eisenbahnmuseum in Azpeitia erhalten geblieben.